# Eduardo Astudillo
Eduardo René Astudillo (Jesús María, Argentina; 10 de marzo de 1952) era un exutbolista argentino que se desempeñaba de Lateral izquierdo o Volante. Destacó jugando para Talleres de Córdoba entre los años 1972 y 1981; además jugó para la  Argentina en 1980.

## Trayectoria

### Club Atlético Talleres
Eduardo fue incorporado desde las inferiores del club Boca Juniors y cumplió una extensa campaña en Talleres durante diez temporadas consecutivas. El 4 de febrero de 1972 hizo su presentación con la camiseta albiazul.
La contratación de Jorge Enrique Campos como director técnico trajo consigo la llegada de incorporaciones provenientes de Boca Juniors. El ex lateral había trabajado en la entidad xeneize por lo que conocía el semillero de la institución y ordenó el arribo de algunos juveniles que se sumaron a un cupo de jugadores que entrenaban con el primer equipo en carácter de prueba. Eduardo Astudillo fue uno de los apuntados, junto a Ángel Pozzi (venía de Sportivo Belgrano) y Mario García (proveniente de Falucho de Jesús María) se presentaron en el primer partido del año. Talleres abrió los desafíos de pretemporada ante Universitario (victoria 1-0) con el objetivo de conformar un plantel que cambiara la mala imagen del año anterior y le devolviese el protagonismo a la institución. A partir de una grata impresión en el partido ante Universitario, Astudillo puso la firma en Talleres y de a poco fue metiéndose en la historia grande del Club. Desde 1972 hasta 1981 obtuvo 15 títulos oficiales de La Liga Cordobesa, además de la Copa Hermandad de 1977 de la Liga del Interior encabezada por Amadeo Nuccetelli. Fue gran valor de la era dorada en donde disputó 216 partidos oficiales y convirtió 13 goles.
Siendo patrimonio de Talleres fue uno de los siete jugadores de la institución convocados para el Preolímpico de 1980 en Colombia. Junto a Ludueña, Quiroga, Binello, Hoyos, Bocanelli y Ocaño; Astudillo integró el plantel que se nutrió de una base de jugadores propios y que le dieron a Argentina el tercer título de la historia en ese tipo de competencias.

## Clubes
| Club                  | País      | Año         |
| --------------------- | --------- | ----------- |
| Talleres              | Argentina | 1972 - 1981 |
| Deportivo Morón       | Argentina | 1982        |
| Union San Vicente     | Argentina | 1984        |
| Ferro de General Pico | Argentina | 1984        |

## Palmarés
| Título             | Selección | Año  |
| ------------------ | --------- | ---- |
| Copa Hermandad     | Talleres  | 1977 |
| Torneo Preolímpico | Argentina | 1980 |